# Tà Mun
Tà Mun được cho là một dân tộc thiểu số chưa được công nhận, sinh sống rải rác tại vùng ven Hồ Dầu Tiếng ở các tỉnh Tây Ninh và Bình Phước. Họ vốn là người Chơ Ro từ Gia Kiệm, Định Quán, tỉnh Biên Hòa (nay là huyện Tân Phú, Định Quán, tỉnh Đồng Nai) chạy lạc từ thời Pháp về khu vực Hớn Quản sinh sống.
Hiện tại dân tộc này không có tên trong 54 dân tộc Việt Nam, nhưng một số công trình nghiên cứu khoa học trong và ngoài nước đều có đề cập đến nhóm người này. Đối với tỉnh Bình Phước, năm 2009 đã đưa tộc người này vào nhánh của dân tộc X’Tiêng.
Người Tà Mun ở Bình Phước không có chữ viết, họ có ngôn ngữ nói riêng của mình thuộc Ngữ tộc Môn-Khmer, gần với ngôn ngữ của dân tộc Chơro. Nhiều năm qua người Tà Mun ở Bình Phước luôn đề nghị được công nhận và có tên trong danh sách các dân tộc anh em ở VN.
Tại cuộc hội thảo "Nghiên cứu thành phần tên gọi người Tà Mun" do Viện Dân tộc thuộc Ủy ban Dân tộc trung ương tổ chức ngày 8-10 tại Bình Phước, ông Điểu Hơn, trưởng Ban Dân tộc tỉnh Bình Phước kiến nghị sớm có sự công nhận tên gọi đối với tộc người Tà Mun theo đúng tiêu chí, quy định, đặc biệt là cơ sở khoa học đối với tộc người Tà Mun ở Bình Phước.

## Phân bố
Người Tà Mun ở tỉnh Bình Phước:  Hiện có 234 hộ với 1.143 nhân khẩu tập trung chủ yếu tại địa bàn sóc 5 và ấp Bàu Lùng, xã Tân Hiệp, Huyện Hớn Quản. 
Người Tà Mun ở tỉnh Tây Ninh: Có 1.680 người cư trú rải rác ở các huyện: Tân Biên, Tân Châu, Dương Minh Châu và các xã Thạnh Tân, Ninh Thạnh tại TP.Tây Ninh.

## Ngôn ngữ
Người Tà Mun không có chữ viết. Chỉ lưu giữ được tiếng nói riêng của mình thuộc nhóm ngôn ngữ Môn Khmer, gần với ngôn ngữ của dân tộc Chơro.

### Văn hóa
Theo các nhà nghiên cứu, tộc người có một số phong tục, tập quán và truyền thống khác với người S’Tiêng.
Các nét văn hóa có sự giao thoa, cộng cư với các nhóm dân tộc Nam Trường Sơn, và chịu ảnh hưởng sâu sắc văn hóa của tộc người Khmer.
Những tư liệu về văn hóa dân gian cũng như vốn văn hóa cổ truyền của dân tộc Tà Mun ngày càng bị mai một do đời sống hiện đại và do quá trình cộng cư diễn ra nhiều năm qua.

### Lễ hội - Phong tục
Các làn điệu dân ca nguyên thủy của người Tà Mun được sưu tầm, như các bài hát nghi lễ, hát ru và hát sinh hoạt giao duyên qua lao động sản xuất có nhiều nét độc đáo.
Hiện còn lưu giữ các hình thức lễ hội như:
- Lễ cầu mưa, lễ gieo hạt, lễ cúng cơm mới, lễ bỏ mả...

- Lễ cúng cơm mới: được xem như ngày tết cổ truyền của dân tộc, diễn ra vào cuối tháng 8, đầu tháng 9 âm lịch.

Tục “cưới chồng” vẫn còn duy trì được đến nay là nét văn hóa đặc trưng. 

### Kinh tế
Trước đây, người Tà Mun sống du canh, du cư. Khi lúa mới chín vàng mơ, bà con kéo nhau ra rẫy để thu hoạch (nếu để lúa chín nữa, thóc sẽ rụng hết). Từng người đeo gùi trên lưng, dùng tay tuốt từng bông lúa bỏ vào gùi, mang về nhà chứa vào bồ. Thu hoạch xong, họ tổ chức cúng thần linh đã phù hộ cho mưa thuận gió hòa để họ được một mùa vụ bội thu gọi là lễ rước nước.
Mọi người cùng mặc áo váy mới, đóng góp lúa nếp, heo, gà, vịt... cho làng để tổ chức cúng ông bà chung vào đêm cuối tháng 8, sau đó mới trở về nhà cúng rước ông bà riêng của từng nhà.
Có 2 giống lúa riêng gọi là Trô và Sau-sơ-ra.
Khi nấu cơm, họ mang lúa ra luộc cho chín rồi mới mang ra phơi cho khô. Sau đó mới dùng chày giã thành gạo, cơm mới dẻo và ngon.

## Thực tế
Nhiều năm qua, trong danh mục 54 dân tộc Việt Nam, không có dân tộc Tà Mun, tộc người này được xếp vào một nhánh của dân tộc S’Tiêng.
Chính quyền địa phương xã Đồng Nơ trước đây và Tân Hiệp hiện nay, cũng như công an huyện Bình Long trước đây và Hớn Quản (Bình Phước) ngày nay đều sử dụng, xác nhận thành phần dân tộc của nhóm người này là Tà Mun trong các văn bản, giấy tờ như: Chứng minh nhân dân, Sổ hộ khẩu, Giấy Khai sinh, Giấy Đăng ký kết hôn, Hương ước.
Việc đề nghị công nhận tộc người này đã được đưa ra từ nhiều năm nay nhưng hiện chưa có câu trả lời chính thức từ các cơ quan chức năng.
Những già làng Tà Mun đang đau đáu khát vọng dân tộc mình được công nhận và được Nhà nước hỗ trợ để bảo vệ các di sản văn hóa.